# Universiteit van Opole
De Universiteit van Opole (Pools: Uniwersytet Opolski) is een universiteit in de Poolse stad Opole. De universiteit is opgericht in 1994 na een fusie van de Pedagogische Hogeschool (Pools: Wyższa Szkoła Pedagogiczna) en de Opolse tak van de Katholieke Universiteit van Lublin.
De universiteit heeft zeven faculteiten:
- Faculteit voor Economie
- Faculteit voor Filologie (populair: Letteren)
- Faculteit voor Geschiedenis en Pedagogiek
- Faculteit voor Natuur- en Scheikunde
- Faculteit voor Natuurlijke en Technische Wetenschappen
- Faculteit voor Theologie
- Faculteit voor Wiskunde

De universiteit telt ongeveer 18.000 studenten, verdeeld over 32 hoofdvakken en 53 specialisaties. Er werken ongeveer 1400 personen, waaronder zo'n 200 professoren en lectoren.
De Universiteit van Opole verleent licentiaat-, master- en doctoraalgraden.

## Internationale samenwerking
De universiteit neemt deel aan het Erasmus-programma en werkt daarbij onder meer samen met de Universiteit Groningen.